# Formigueret de l'Aripuana
El formigueret de l'Aripuana (Herpsilochmus stotzi) és una espècie d'ocell de la família dels tamnofílids (Thamnophilidae).
Habita la selva pluvial a prop dels rius Aripuanã i Machado, al Brasil central.